# PDM-Concorde
PDM-Concorde war von 1986 bis 1992 ein niederländisches Radsportteam im Profistraßenradsport.

## Organisation und Profil
Hauptsponsor der Mannschaft war Philips Dupont Magnetics, ein Joint Venture des Elektronikunternehmens Philips mit dem Chemieunternehmen DuPont. Radausstatter war die niederländische Marke Concorde des italienischen Herstellers Ciocc. 
Teammanager war zunächst Roy Schuiten. Er wurde durch Jan Gisbers als Sportlicher Leiter unterstützt, der die Managerposition 1987 übernahm. Weitere Sportliche Leiter waren Piet van der Kruijs und Ferdi van den Haute.
Das Team war erfolgreich vor allem bei den Klassikern und gewann insbesondere Lüttich–Bastogne–Lüttich 1988 und 1989 sowie den Giro di Lombardia 1991.
Zu den herausragenden Ergebnissen zählten jedoch auch die zweiten Plätze der Fahrer Pedro Delgado bei der Tour de France 1987 und Steven Rooks bei der Ausgabe des Jahres 1988 sowie der dritte Platz von Erik Breukink 1990. Außerdem gewann das Team die Mannschaftswertung der Tour de France 1988 und 1989.
Nach Ablauf der Saison 1992 wurde das Team an Festina verkauft.

## Doping und Medizinisches
In der Tour de France 1988 wurde der PDM-Fahrer Gert-Jan Theunisse auf Platz zwei liegend nach einer auf Testosteron positiven Dopingkontrolle mit einer 10-minütigen Zeitstrafe belegt. Das Rennen gewann sein ehemaliger Teamkollege Pedro Delgado; sein damaliger Teamkollege Steven Rooks rückte auf Rang zwei vor. Der damals für das Team als Pfleger ("Soigneur") tätige Bertus Fok erklärte im Januar 2013 gegenüber der niederländischen Zeitung Volkskrant, dass sieben der acht Fahrer des damaligen Teams unerlaubte Substanzen genommen hätten.
Das Team verließ die Tour de France 1991 nach einem als Lebensmittelvergiftung gemeldeten medizinischen Zwischenfall aller im Rennen befindlichen Fahrer. In einer 2008 ausgestrahlten TV-Dokumentation sagten Teammitglieder und der Teamarzt von 1990 und 1991 Wim Sanders, der Grund sei die unsachgemäße Lagerung von Intralipid gewesen, einem Nahrungsergänzungsmittel, welches die Fahrer injiziert erhielten.
Im November 1997 berichtete der Internetdienst cyclingnews.com über eine niederländische Dopinguntersuchung das Team betreffend. Teamarzt Wim Sanders war im Zentrum der Ermittlungen, welche durch eine Anzeige des General Manager des Teams, Manfred Krikke, ausgelöst wurden. Es hieß Sanders habe das Team mit Anabolika und EPO versorgt. Er sei auch verantwortlich gewesen für die Intralipid-Affäre bei der Tour de France 1991. Nach cyclingnews.com war das Jahr 1990 der Gipfel des Drogenmissbrauchs im Team. Es sei dazu gekommen, dass zwei Fahrer ihre Karriere aufgrund Herzproblemen hätten beenden müssen, wobei der Zusammenhang zu Doping unklar blieb. Teammanager Gisbers bestritt jedes Wissen über Doping im Team.

## Berühmte Fahrer
- Sean Kelly
- Pedro Delgado
- Gerrie Knetemann
- Steven Rooks
- Raúl Alcalá
- Gert-Jan Theunisse
- Rudy Dhaenens
- Adrie van der Poel
- Erik Breukink
- Jean-Paul van Poppel
- Peter Van Petegem
- Uwe Raab
- Greg LeMond
- Uwe Ampler

## Wichtige Siege
- Grünes Trikot Tour de France 1989
- UCI-Straßen-Weltmeisterschaften 1990
- Niederländische Straßenmeisterschaft 1987
- Schweizer Straßenmeisterschaft 1987
- Deutsche Straßenmeisterschaft 1991
- Amstel Gold Race 1986
- Paris–Tours 1987
- Züri-Metzgete 1988
- Clásica San Sebastián 1988, 1992
- Lüttich–Bastogne–Lüttich 1988, 1989
- Giro di Lombardia 1991
- Paris–Brüssel 1987
- Tour de Suisse 1990